# Сулейман Паша Хазинедароглу
Сулейман Паша Хазинедароглу (тур. Süleyman Paşa Hazinedaroğlu) — османский государственный деятель, губернатор Трабзона с 1811 по 1817 год. Известен своей борьбой против местных феодальных правителей (деребеев), в особенности против Мемиша Аги Тузджуоглу, лидера восстаний в регионе Ризе и Оф.

## Политическая деятельность
Сулейман Паша был назначен губернатором Трабзона в 1811 году. В этот период османское правительство пыталось усилить контроль над регионами, подавляя влияние местных деребеев, таких как семья Тузджуоглу. Хазинедароглу сыграл ключевую роль в подавлении восстаний, возглавляемых Мемишем Агой Тузджуоглу.
В 1817 году после решающего наступления османской армии Мемиш Ага был схвачен и казнён, что ознаменовало окончательный переход власти в регионе к османской администрации. Сулейман Паша смог стабилизировать ситуацию, но его жёсткая политика вызвала недовольство среди местного населения и оставшихся деребеев.

## Наследие
После 1817 года сведения о Сулеймане Паше Хазинедароглу становятся фрагментарными. Однако его деятельность сыграла важную роль в ослаблении местных автономных правителей и укреплении османской централизации в восточном Причерноморье.